# Henry Fuseli
Henry Fuseli på tysk Johann Heinrich Füssli (født 7. februar 1741, død 16. april 1825) var en britisk maler, håndværker og kunstskribent med schweizertysk baggrund. Ud over sit kunstneriske virke er Fuseli kendt for et forhold til forfatteren Mary Wollstonecraft.
Füssli blev født i Zürich i Schweiz som søn af maleren Johann Caspar Füssli. Han forlod Schweiz i 1761 og boede derefter i både Tyskland, Storbritannien og Italien. I Italien skiftede han navn til Fuseli, da det lød mere italiensk. I 1779 slog han sig ned i Storbritannien, hvor han boede til sin død. I 1799 blev han professor ved kunstakademiet i London, og i 1804 blev han dets rektor. Fuselis nok mest kendte maleri er Mareridtet, som findes i flere udgaver, bl.a. som inspiration for Nicolai Abildgaard. Han er begravet ved St Paul's Cathedral.

## Billedgalleri
- Fuseli i samtale med Johann Jakob Bodmer. (1778-81) Kunsthaus Zürich.
- Mareridtet (1781) Royal Academy.
- Thors kamp mod Midgårdsormen (1788) Detroit Institute of Arts.
- Siddende sammenkrøbet kvinde (1778) Statens Museum for Kunst.